# Intonacja (muzyka)
Intonacja – określenie to w muzyce ma trzy znaczenia:
1. krótka, wstępna fraza muzyczna, która ułatwia „zgranie” się osób przystępujących do wykonania właściwego utworu. W niektórych rodzajach muzyki dawnej (np. w chorale gregoriańskim) intonacja była sztuką samą w sobie i odgrywała rolę specjalnego, wstępnego ornamentu muzycznego.
2. przy użyciu określeń „czyste” lub „nieczyste” subiektywne sprecyzowanie dokładności wykonania właściwej, zapisanej w utworze muzycznym wysokości danego dźwięku. Pojęcie „intonacji” stosuje się w tym wypadku do wykonania muzyki głosem lub przez instrumenty smyczkowe i dęte.
3. W odniesieniu do czynności konserwacyjnych i regulacji niektórych instrumentów oznacza to zabiegi, mające na celu poprawę barwy dźwięku. W fortepianie dokonuje się tego (zawsze jako końcową czynność, po strojeniu) poprzez nakłuwanie młoteczków specjalnym narzędziem, wyposażonym w igły intonierką (w celu osiągnięcia bardziej stłumionej, ciemnej barwy), bądź utwardzanie (np. przez prasowanie) filcu młoteczków (dla osiągnięcia jaśniejszej barwy, bardziej wyrazistego, silniejszego dźwięku).